# Stellaria lanceolata
Stellaria lanceolata là loài thực vật có hoa thuộc họ Cẩm chướng. Loài này được Poir. miêu tả khoa học đầu tiên năm 1806.